# Sagridola
Sagridola is een kevergeslacht uit de familie van de boktorren (Cerambycidae). De wetenschappelijke naam van het geslacht werd voor het eerst geldig gepubliceerd in 1864 door Thomson.

## Soorten
Sagridola omvat de volgende soorten:
- Sagridola armiventris Fairmaire, 1903
- Sagridola hereana Villiers, Quentin & Vives, 2011
- Sagridola luteicornis Boppe, 1921
- Sagridola maculosa (Guérin-Méneville, 1844)